# Herb Żelechowa
Herb Żelechowa – jeden z symboli miasta Żelechów i gminy Żelechów, ustanowiony 30 marca 1995.

## Wygląd i symbolika
Herb przedstawia łabędzia płynącego w prawą stronę po wodzie.

## Historia
Ponieważ nie zachowały się pieczęcie miasta, nie wiadomo, jak wyglądał pierwotny herb Żelechowa. Wizerunek łabędzia pojawił się po raz pierwszy w Albumie Heroldii Królestwa Polskiego z 1847 roku i jest jednym z wielu herbów nadanych (bądź zmienionych) przez rosyjskiego zaborcę.